# タウシュベツ川橋梁
タウシュベツ川橋梁（タウシュベツがわきょうりょう）は、北海道上士幌町の糠平湖にある、旧国鉄士幌線（廃線）のコンクリート製アーチ橋である。名称に関しては「川」を省略しタウシュベツ橋梁と称されることもあるが、鉄道橋としての本来の正式名称ではなく、また上士幌町や保存会も正式名を継承している。
よく晴れた風のない日に、湖面に橋が映ると眼鏡のように見える。またアーチ橋ということもあり、「めがね橋」の別名を持つ。古代ローマの水道橋遺跡を思わせるその姿は、周辺の景色とも調和しているとされる。第1回北海道遺産に選定された「旧国鉄士幌線コンクリートアーチ橋梁群」の1つである。

## 概要
元々は、日本国有鉄道士幌線（開通当時は鉄道省、1987年〈昭和62年〉廃線）が1939年（昭和14年）に十勝三股駅まで開通した際に、音更川の支流であるタウシュベツ川に架けられた橋梁である。その後、音更川での水力発電を目的とした糠平ダムの建設により、周辺がダム湖（糠平湖）の水没範囲に含まれることから、1955年（昭和30年）に士幌線は湖を避ける新ルートへ切り替えられ、旧ルート上の本橋梁は開通から約16年で役目を終えることとなった。その際に橋梁上の線路は撤去されたものの、橋梁自体は湖の中に残されることとなり、現在までその姿を留めている。
糠平湖は季節や発電によって水位が劇的に変化するため、橋梁全体が水没してしまう時期もあれば、水位が低くなって橋梁全体が見渡せる時期もある。その様子から、「幻の橋」とも呼ばれる。
糠平市街に上士幌町鉄道資料館があり、士幌線の説明資料や他の橋梁についての情報がある。

## 沿革
- 1937年（昭和12年）：タウシュベツ川橋梁竣工[1]。
- 1939年（昭和14年）11月18日：士幌線の糠平駅 - 十勝三股駅間が延伸開通し、供用開始。
- 1955年（昭和30年）8月1日：糠平ダム建設のため、清水谷駅 - 糠平駅 - 幌加駅のルートを変更。タウシュベツ川橋梁を通る旧線が廃止される。
- 2001年（平成13年）10月22日：「旧国鉄士幌線コンクリートアーチ橋梁群」が第1回北海道遺産に選定される。
- 2010年（平成22年）10月14日：北海道旅客鉄道（JR北海道）により「旧国鉄士幌線コンクリートアーチ橋梁群」として準鉄道記念物に指定される。
- 2018年（平成30年）1月25日：北海道新聞社より、写真集「タウシュベツ川橋梁」が出版される[8]。

## 基礎情報
種別
コンクリート製アーチ橋
全長
11連・130 m

## 水位
タウシュベツ川橋梁は、発電用ダムである糠平湖の水位によってその姿を大きく変える。降水量等に左右されるものの、例年、糠平湖の水位が下がる1月頃に凍結した湖面に姿を現す。1 - 5月頃まで姿を見せ、その後は雪解け水や雨の影響で湖の水位が次第に上がるため、9月頃までに水没する。2020年は少雪や少雨の影響でダムの水位が上がらず、10月に入っても水没しない姿を見せたが、このような事例は過去20年例がないという。

## 保存状態
糠平湖付近に残されている30余りのアーチ橋梁群には廃線から10年後の1997年（平成9年）、解散を控えた国鉄清算事業団により解体計画が立案された。これに対する地元有志の保存活動が実り、上士幌町が買い取る。
しかし、水没中の水圧、結氷期前後の氷による外力及び、凍結・融解を繰り返す凍害から、躯体の損傷は拡大する。工法として、現場打ち鉄筋コンクリート枠の内部に割石を詰める、現代でも法枠工で用いられる手法が採用されている。これは、安く、早く、優美な形状のアーチを築造せしめた当時の鉄道省技術陣の良案であった。一方、もし外側の枠が崩れたなら、内部の詰め石が容易に崩壊する欠点を抱えてもいた。経年によりこの弱点が露わとなり、2017年時点で橋の崩壊は時間の問題となっている。2003年（平成15年）9月26日の十勝沖地震で中央部の側壁が崩落したのを始め、2010年代後半より他の側壁の崩落も相次いで確認されている。
土地を管理する電源開発は「橋梁は国鉄が放棄したもので、いわば廃墟。ダム湖は管理下にあるが、橋梁を管理しているのではない。地元から保存に関する要望があるわけでもなく、対応は考えていない」と述べ、保存には否定的な見解を示している。
アーチ橋梁群は北海道遺産に選定されているが、タウシュベツ川橋梁はその立地の悪さから、保存措置の対象外とされている。

## アクセス
タウシュベツ川橋梁の見学のため、糠平湖を挟んだ国道273号沿いに駐車場が設置され、湖畔に展望台が設けられている。また、国道273号から分岐する糠平三股林道を経由して直接タウシュベツ川橋梁に行くことができるが（橋梁の上は立ち入り不可）、交通事故が多発したため、2009年（平成21年）から糠平三股林道の当該部分は許可車両以外での通行が禁止されている。なお、徒歩での林道通行は可能だが、橋梁までは約4キロメートルあり、付近はヒグマが棲息しているため、熊よけの鈴を装備するなど対策が必要である。

## 画像

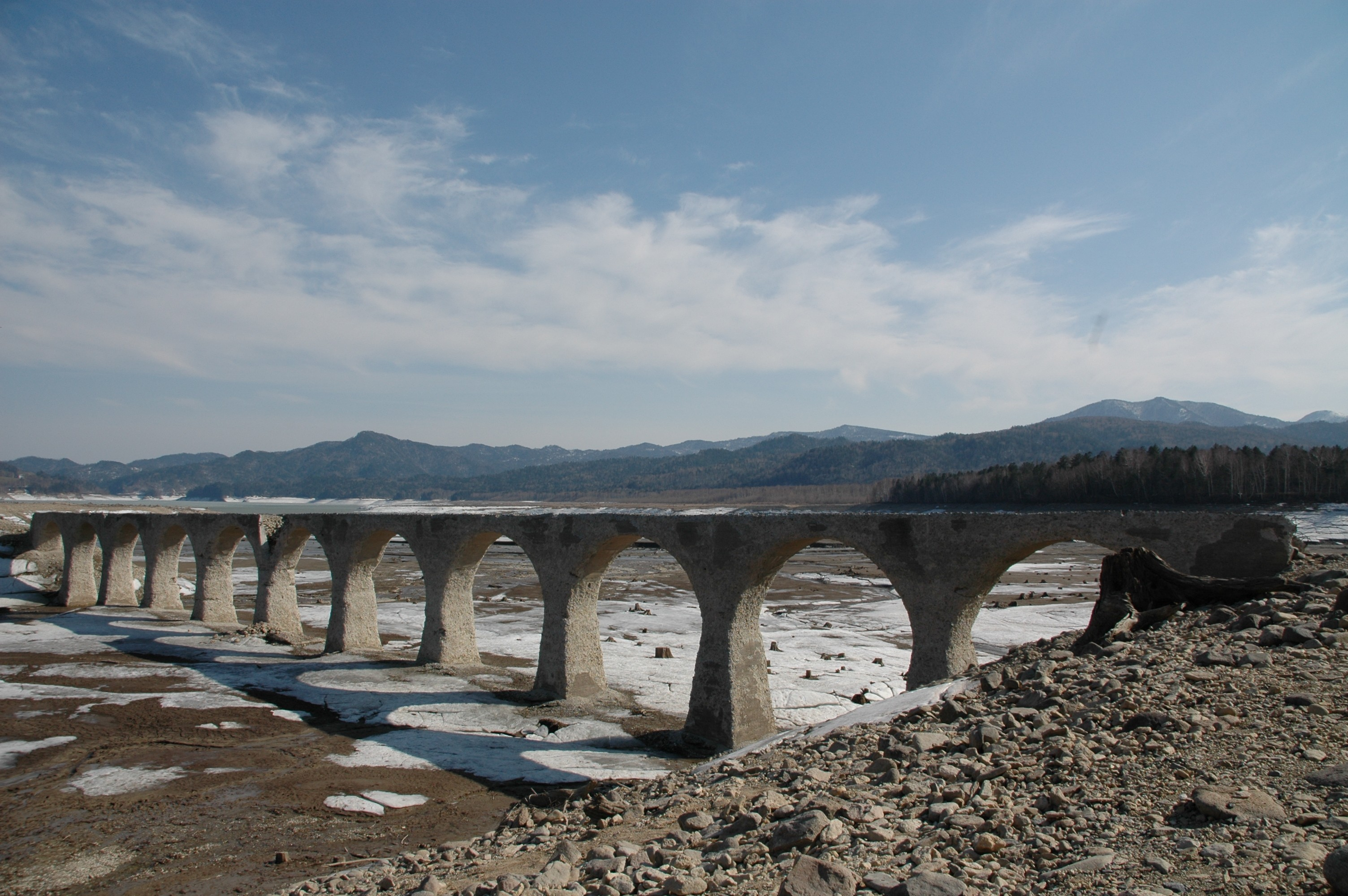
2006年5月撮影。湖面はまだ氷が残り、全体が見られる。
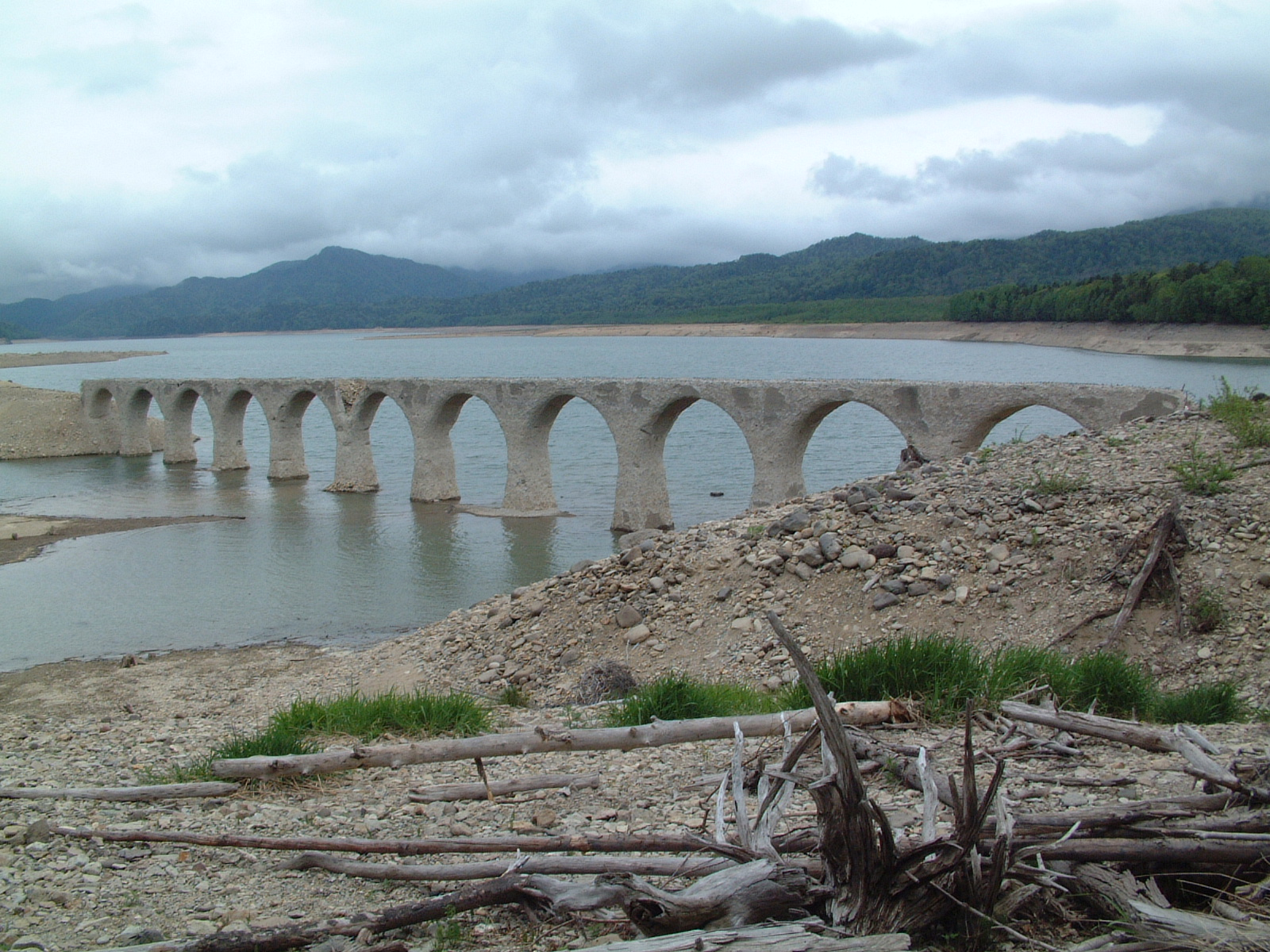
2005年6月撮影。
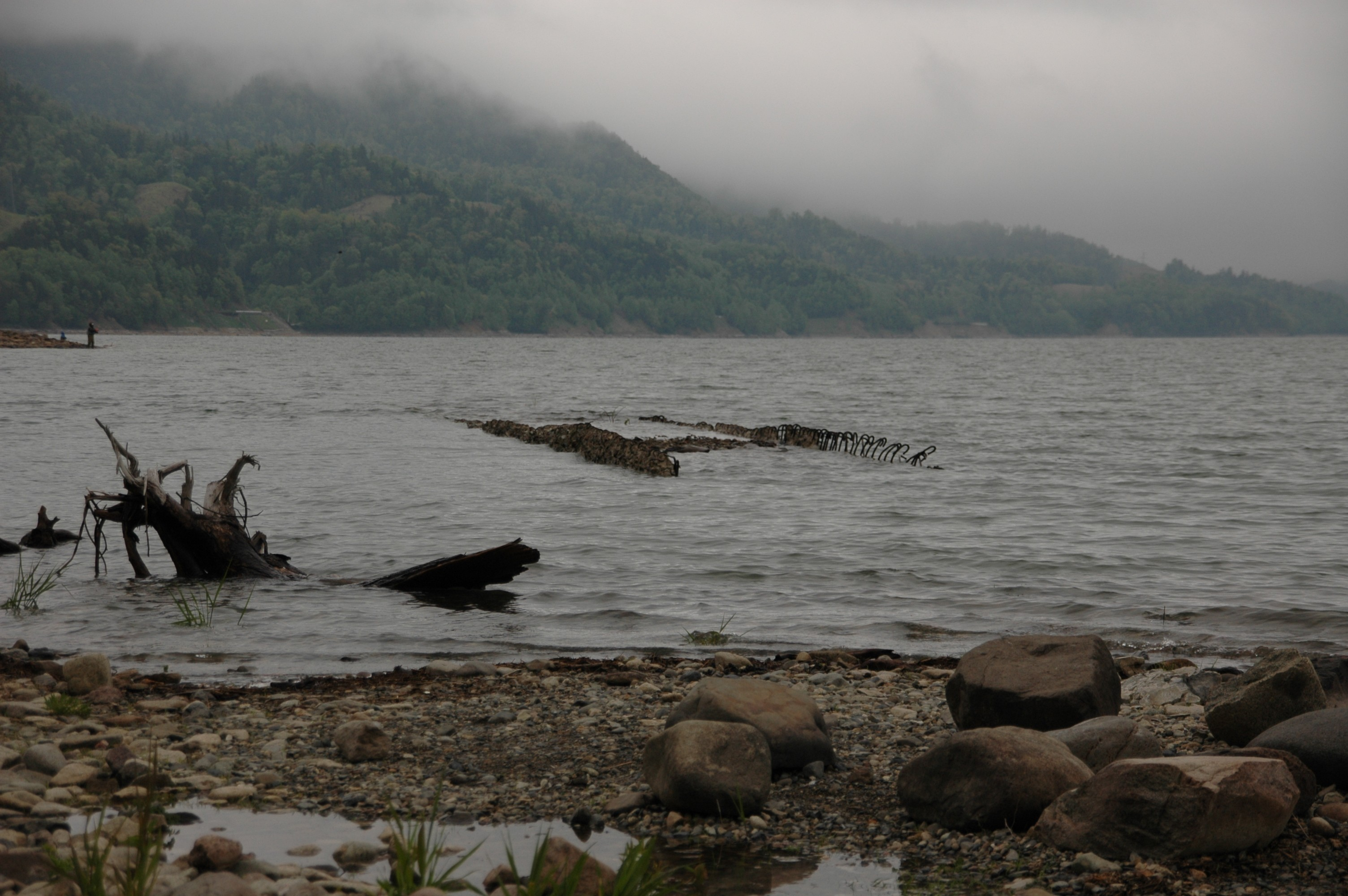
2006年6月撮影。ごく一部を除き完全に水没。
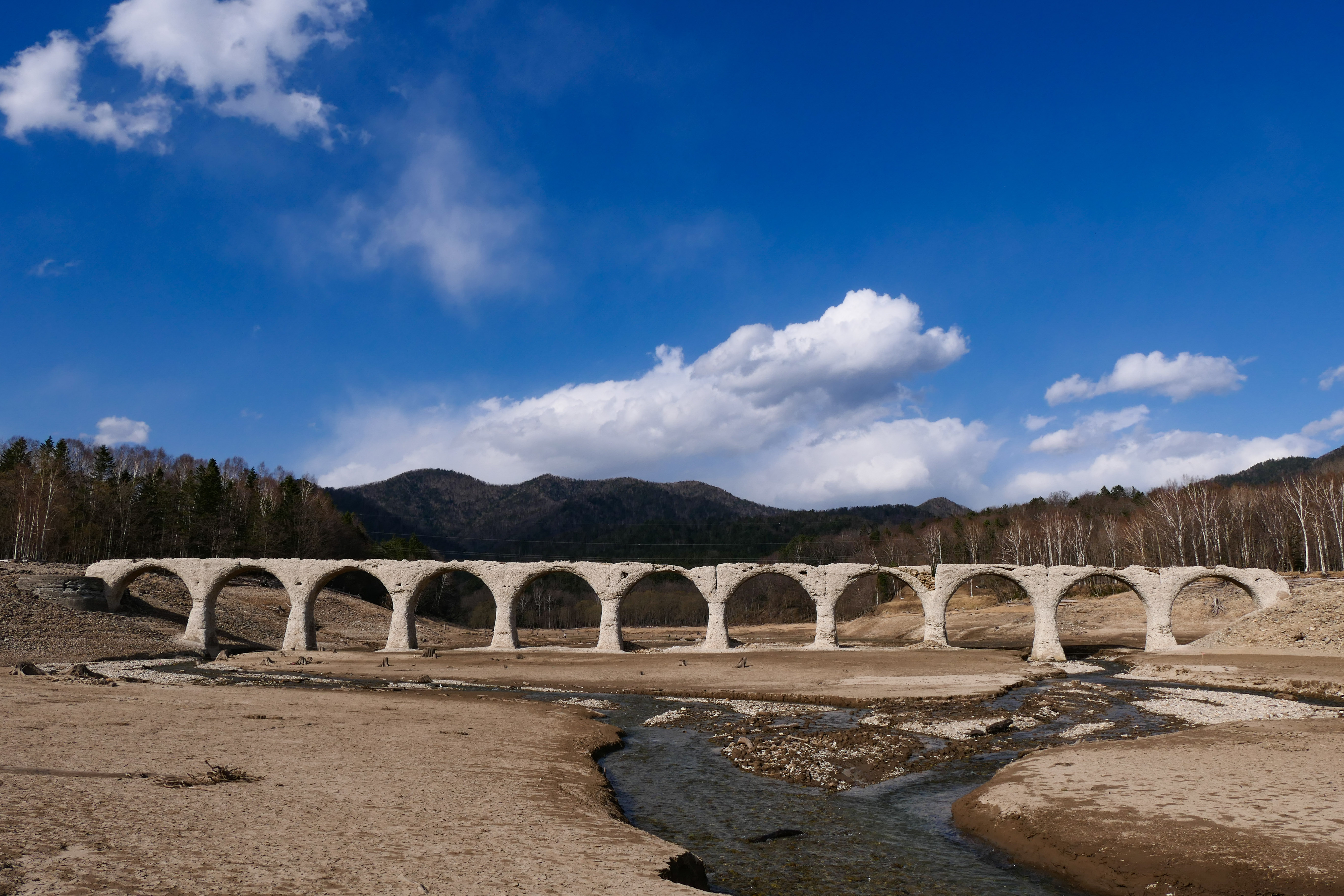
下流側からの様子（2021年5月）
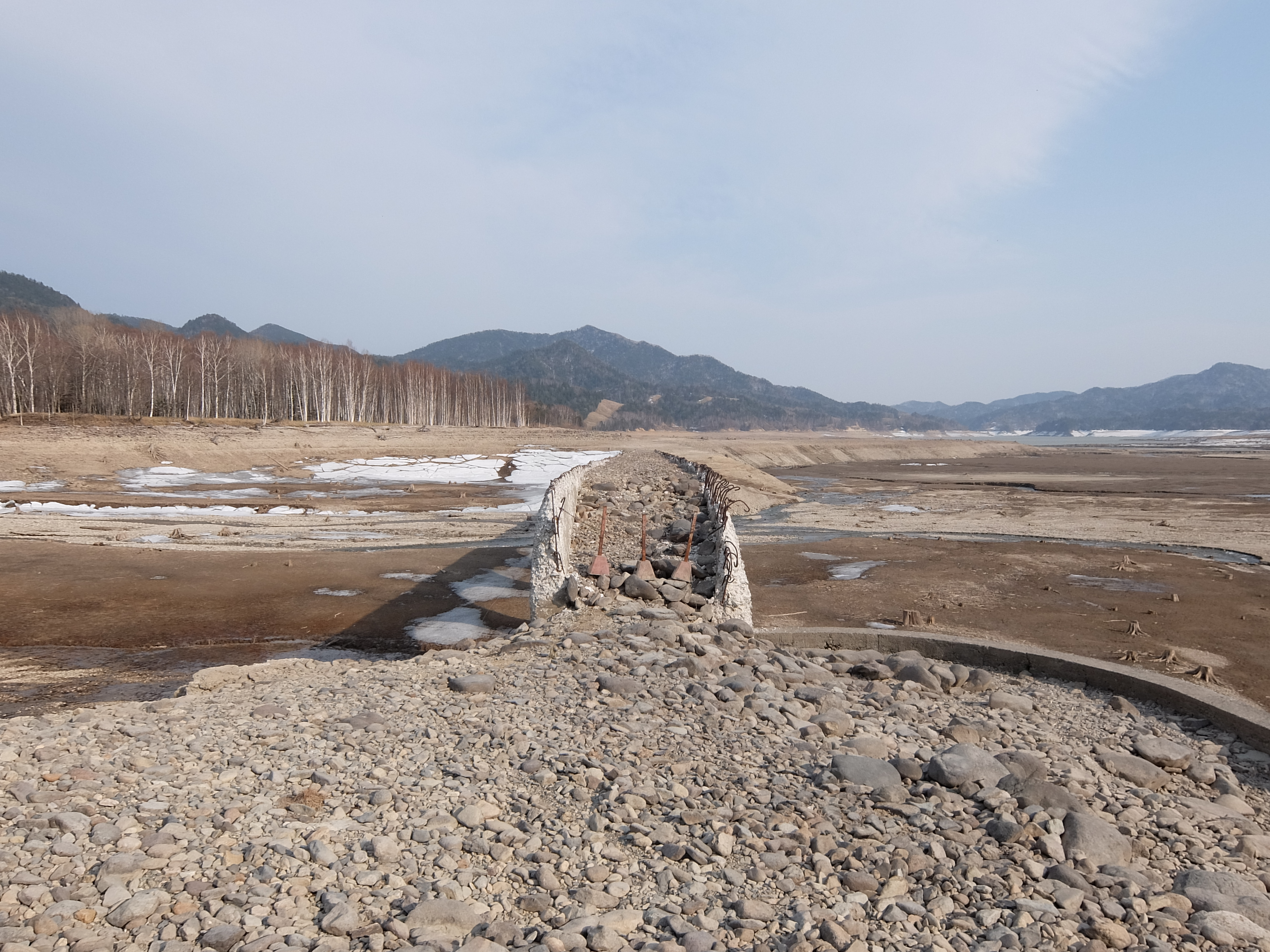
タウシュベツ川橋梁 上部構造（2015年4月）
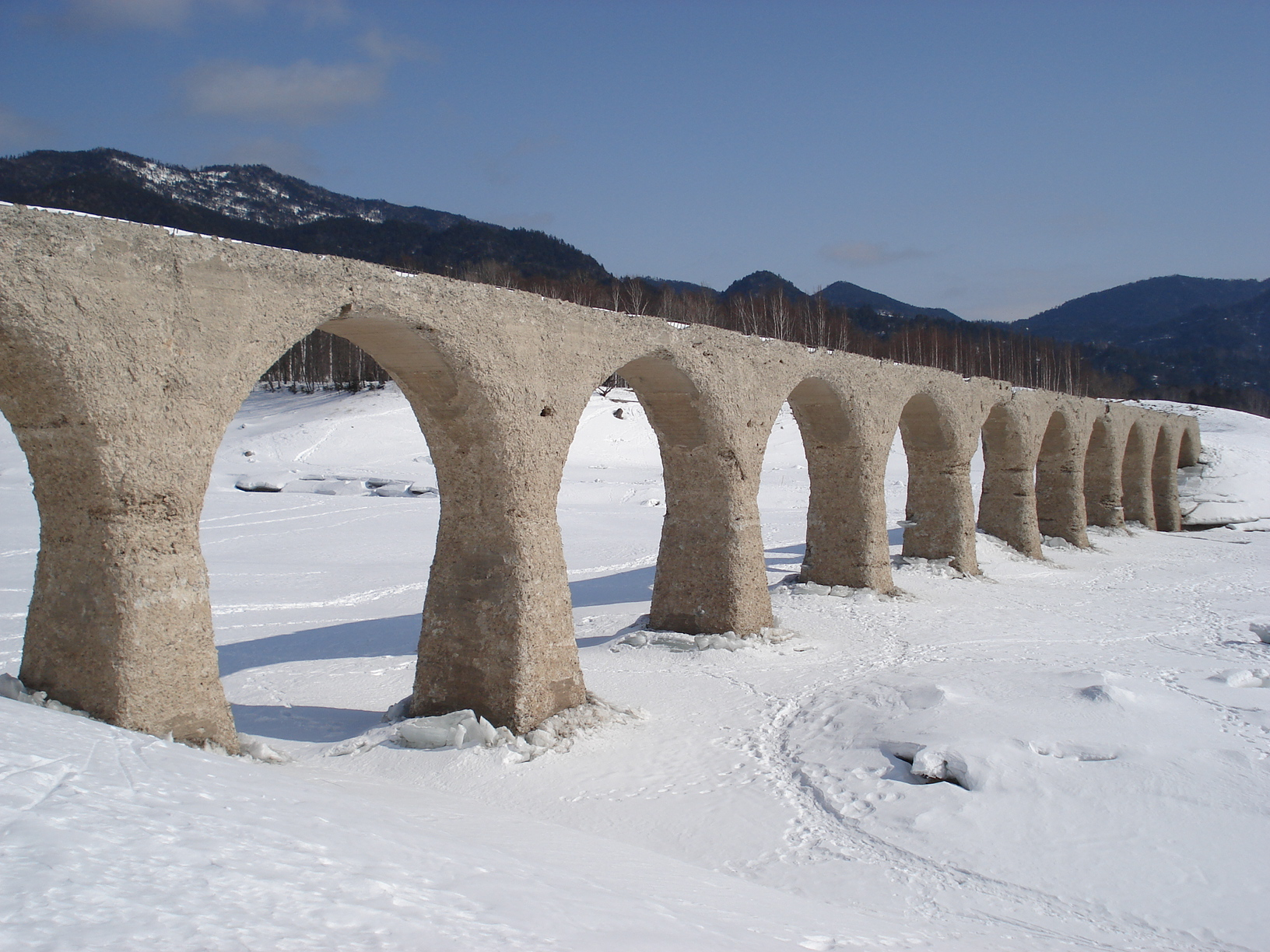
2007年3月撮影。雪と氷に覆われた湖面から橋脚が出ている晩冬期。
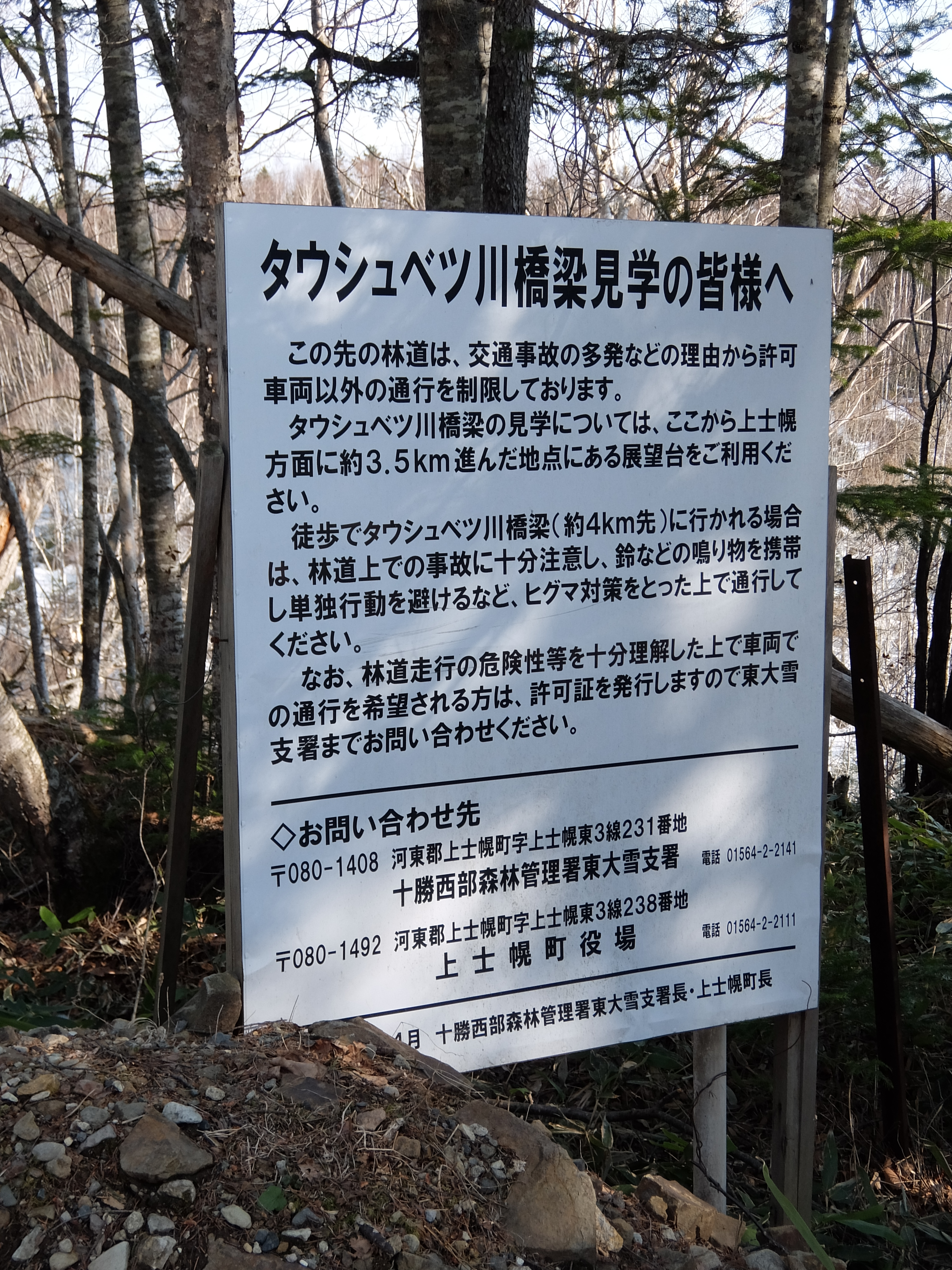
タウシュベツ川橋梁に向かう林道の案内板（2015年4月）